# Razdólnoie (Altai)
Razdólnoie - Раздольное (rus) - és un poble del krai de l'Altai, a Rússia, que en el cens del 2010 no tenia cap habitant. Pertany al districte de Lóktevski.